# Liste der Monuments historiques in Verseilles-le-Haut
Die Liste der Monuments historiques in Verseilles-le-Haut führt die Monuments historiques in der französischen Gemeinde Verseilles-le-Haut auf.

## Liste der Immobilien
| Bezeichnung    | Beschreibung            | Standort                  | Kennzeichnung | Schutzstatus | Datum | Bild           |
| -------------- | ----------------------- | ------------------------- | ------------- | ------------ | ----- | -------------- |
| Friedhofskreuz | aus dem 15. Jahrhundert | Chemin de l’Église (Lage) | PA00079263    | Inscrit      | 1925  | weitere Bilder |
| Wegekreuz      | aus dem 17. Jahrhundert | östlich des Ortes (Lage)  | PA00079262    | Inscrit      | 1925  |                |

## Liste der Objekte
| Bezeichnung                             | Beschreibung                                                                       | Standort                                          | Kennzeichnung | Schutzstatus | Datum | Bild |
| --------------------------------------- | ---------------------------------------------------------------------------------- | ------------------------------------------------- | ------------- | ------------ | ----- | ---- |
| Gemälde Vision des heiligen Simon Stock | Ölfarbe auf Holz, vergoldeter Holzrahmen, 17. Jahrhundert                          | in der Kirche Notre-Dame-en-son-Assomption (Lage) | PM52001855    | Inscrit      | 1974  |      |
| Skulptur Madonna mit Kind               | Stein, farbig gefasst und vergoldet, 17. Jahrhundert                               | in der Kirche Notre-Dame-en-son-Assomption (Lage) | PM52001856    | Inscrit      | 1974  |      |
| Skulptur eines heiligen Bischofs        | Stein, farbig gefasst und vergoldet, übertüncht, erste Hälfte des 16. Jahrhunderts | in der Kirche Notre-Dame-en-son-Assomption (Lage) | PM52001857    | Inscrit      | 1974  |      |